# Давидович, Людмила Наумовна
Людмила Наумовна (Нахмановна) Давидович (25 ноября [8 декабря] 1900, Санкт-Петербург — 11 апреля 1986, Москва) — советская поэтесса, автор текстов широко известных песен «Играй, мой баян», «Пока! Уж ночь недалека»,«Я возвращаю ваш портрет» и многих других; также автор реприз и актриса.

## Биография
Родилась 25 ноября (8 декабря по новому стилю) 1900 года в Санкт-Петербурге.
В 1918 году вышла замуж и уехала с мужем в Париж в свадебное путешествие. Вернулась в Петроград из-за болезни матери и больше с мужем не виделась. Первоначально училась в частной театральной школе у А. Южина, затем — в театральной студии актёра В. Давыдова (1921—1924), где её педагогами были Е. Карпов и Р. Аполлонский.
Некоторое время работала в Александринском театре как комедийная актриса. Затем писала миниатюры, пьесы, песни. В 1920-е годы сотрудничала с Давидом Гутманом и Леонидом Утёсовым. Писала произведения для «Теа-Джаза», Ленинградского мюзик-холла и кабаре «Балаганчик», где также выступала как актриса.
В 1938 году Людмила Давидович сотрудничала с Московским театром миниатюр и театром двух актёров — Мироновой и Менакера. Перед войной она познакомилась с артистом Ленинградского театра драмы и комедии — Александром Васильевичем Смирновым, за которого вышла замуж. В 1941—1942 годах работала для Московского театра «Ястребок», выступавшего на фронтах Великой Отечественной войны. Жила в блокадном Ленинграде.
В 1945 году окончательно перебралась с мужем в Москву. Здесь вместе с Виктором Драгунским писала для театра литературно-театральных пародий «Синяя птичка». Вместе с ним создала ряд песен. Работала также на радио.
Умерла 11 апреля 1986 года в Москве.